# Јохана Литге
Јохана Литге (итал. Johanna Lüttge), удата Лангер, разведена Хибнер, (Гебезе 10. март 1936 - 14. новембар 2022 ) била је источнонемачка атлетичарка специјалиста за бацање кугле, тросруки учесник Летњих олимпијских игара освајачица сребрне медаље у бацању кугле.
Током педесетих и шездесетих година била је међу најбољима у свету, прва немачка атлетичарка која је куглом пребацила 16 метарску баријеру 1959. године на такмичењу у Москви. Била је источнонемачка првакиња четири пута у низу 1957—60.

## Значајнији резултати
| Год.  | Такмичење          | Место               | Дисциплина   | Плас. | Резултат | Бел.  |
| ----- | ------------------ | ------------------- | ------------ | ----- | -------- | ----- |
| 1956. | Олимпијске игре    | Мелбурн, Аустралија | Бацање кугле | 11.   | 13,09 м  |       |
| 1958. | Европско првенство | Стокхолм, Шведска   | Бацање кугле | 4,    | 15,19 м  | [ 1 ] |
| 1960. | Олимпијске игре    | Рим, Италија        | Бацање кугле | 11.   | 16,61 м  |       |
| 1962. | Европско првенство | Београд, СФРЈ       | Бацање кугле | 4,    | 15,97 м  | [ 2 ] |
| 1964. | Олимпијске игре    | Токио, Јапан        | Бацање кугле | 9.    | 15,77 м  |       |

## Приватни живот
Јохана Литге удала се за инточнонемачког првака на 110 м препоне Хорста Химнера. Касније се развела и удала се за колегу бацача кугле, репрезентатица и олимпијца Рудолфа Лангера.

## Лични рекорд
- бацање кугле — 17,06 (1963)